# Liste der US-amerikanischen Meister im Leichtgewicht (Boxen)
Diese Liste bietet eine Übersicht über alle US-amerikanischen Meister im Leichtgewicht:
- 1888: T. Thompson
- 1889: E. F. Walker
- 1890: J. Rice
- 1891: O. H. Zeigler
- 1892: nicht ausgetragen
- 1893: H. M. Leeds
- 1894: C. J. Gehring
- 1895: J. Quinn
- 1896: James Pyne
- 1897: Ed Dix
- 1898: nicht ausgetragen
- 1899: G. Jensen
- 1900: J. Hopkins
- 1901: J. F. Mumford
- 1902: John Dillon
- 1903: John Leavy
- 1904: Goliath Jones
- 1905: Ambrose McGarry
- 1906: Lew Powell
- 1907: Joseph Doyle
- 1908: J. Denning
- 1909: Billy Shevlin
- 1910: William Volk
- 1911: James Jarvis
- 1912: Al Wambsgans
- 1913: M. J. Crowley
- 1914: D. Stosh
- 1915: M. J. Crowley
- 1916: Thomas Murphy
- 1917: Thomas Murphy
- 1918: Thomas O’Malley
- 1919: Frank Cassidy
- 1920: Thomas Murphy
- 1921: Ben Ponteau
- 1922: Joe Ryan
- 1923: John McManus
- 1924: Freddie Boylstein
- 1925: J. McGonigal
- 1926: Thomas Lown
- 1927: Francis Burke
- 1928: Steve Halaiko
- 1929: Steve Halaiko
- 1930: Al Santora
- 1931: Al Gomez
- 1932: Nat Bor
- 1933: Frankie Eagan
- 1934: Norbert Meehan
- 1935: Billy Beauhuld
- 1936: Tommy Pallatin
- 1937: Joe Kelly
- 1938: Richard Ford
- 1939: George Toy
- 1940: Paul Matsumoto
- 1941: Tommy Moyer
- 1942: Robert McQuillan
- 1943: Chuck Hunter
- 1944: Joey D’Amato
- 1945: Jetson Arnold
- 1946: Joey Discepoli
- 1947: Johnny Gonsalves
- 1948: Johnny Gonsalves
- 1949: Charles Adkins
- 1950: George Justice
- 1951: Jimmy Hackney
- 1952: John Barnes
- 1953: Frank Smith
- 1954: Garnet Hart
- 1955: Jack Puscas
- 1956: Bill Cherry
- 1957: Gene Gresham
- 1958: Adam Ellison
- 1959: Quincy Daniels
- 1960: Brian O’Shea
- 1961: Woodie Marcus
- 1962: George Foster
- 1963: Manuel Rameriz
- 1964: Ronnie Harris
- 1965: Herb Dolloson
- 1966: Ronnie Harris
- 1967: Ronnie Harris
- 1968: Ronnie Harris
- 1969: Juan Ruiz
- 1970: James Parks
- 1971: James Busceme
- 1972: Norman Goins
- 1973: Aaron Pryor
- 1974: Hilmer Kenty
- 1975: Hilmer Kenty
- 1976: Howard Davis jr.
- 1977: Anthony Fletcher
- 1978: Melvin Paul
- 1979: Davey Lee Armstrong
- 1980: Melvin Paul
- 1981: Joe Manley
- 1982: Pernell Whitaker
- 1983: Clifford Gray
- 1984: Victor Levine
- 1985: Vince Phillips
- 1986: Vince Phillips
- 1987: Charles Murray
- 1988: Romallis Ellis
- 1989: Shane Mosley
- 1990: Shane Mosley
- 1991: Oscar De La Hoya
- 1992: Patrice Brooks
- 1993: Abayomi Miller
- 1994: Fernando Vargas
- 1995: Terrance Cauthen
- 1996: Brian Adams
- 1997: David Jackson
- 1998: Jacob Hudson
- 1999: Jacob Hudson
- 2000: Rock Allen
- 2001: Paul Malignaggi
- 2002: Verquan Kimbrough
- 2003: Vicente Escobedo
- 2004: David Rodela
- 2005: Michael Evans
- 2006: Michael Evans
- 2007: Diego Magdaleno
- 2008: Miguel Gonzalez
- 2009: Duran Caffero junior
- 2010: Jose Carlos Ramirez
- 2011: Jose Carlos Ramirez
- 2012: Jose Carlos Ramirez
- 2013: Kenneth Sims Jr
- 2014: Genaro Gamez
- 2015: Hector Tanajara
- 2016: Delante Johnson